# 103省道 (青海省)
青海S103省道，简称西岗线，是青海省省道中5条省会放射线之一。起点在西宁市，终点在互助土族自治县岗子沟口村青甘省界，主要控制点包括昆仑路十字、韵家口、互助、甘禅口、加定、岗子沟口省界。